# Budynek Domu Dziecka im. Ojca Świętego Piusa XI w Chotomowie
Budynek Domu Dziecka im. Ojca Świętego Piusa XI w Chotomowie – zabytkowy gmach zlokalizowany we wsi Chotomów w gminie Jabłonna w województwie mazowieckim. Został wzniesiony w 1937 według projektu prof. Edgara Aleksandra Norwertha z przeznaczeniem na Zakład Sierot po Inwalidach Wojennych. Mieści się w nim Dom Dziecka im. Ojca Świętego Piusa XI prowadzony przez Zgromadzenie Sióstr Służebniczek Najświętszej Maryi Panny Niepokalanie Poczętej.

## Historia
Budynek powstał na zamówienie założonej w 1922 Fundacji dla Polskich Inwalidów Wojennych im. Ojca Św. Piusa XI, której nazwa nawiązywała do osoby Achillesa Rattiego, przed wyborem na papieża nuncjusza apostolskiego w Polsce, świadka wojny polsko-bolszewickiej. Jej założycielami byli bp Stanisław Gall, ks. Zygmunt Kaczyński, gen. Władysław Olszewski, gen. Stefan Suszyński i ks. Stefan Ugniewski. Z pieniędzy przekazanych przez papieża Piusa XI (10 tys. lirów) i innych zebranych środków 2 czerwca 1924 Fundacja zakupiła w Chotomowie za 5 tys. dolarów i 700 milionów marek nieruchomość o powierzchni ok. 30 morgów. W 1926 Fundacja założyła tam Zakład Sierot po Inwalidach Wojennych (korzystały z niego dziewczęta w wieku 3-18 lat), który prowadziły siostry ze Zgromadzenia Służebniczek Najświętszej Maryi Panny Niepokalanie Poczętej. Początkowo Zakład korzystał z drewnianych budynków znajdujących się na posesji, lecz rosnąca liczba podopiecznych skłoniła Fundację do decyzji o wybudowaniu nowego gmachu. Projekt przygotował Edgar Aleksander Norwerth, czołowy polski architekt, profesor Politechniki Warszawskiej. Kamień węgielny pod nowy obiekt 2 września 1932 poświęcił nuncjusz apostolski abp Francesco Marmaggi w obecności kardynała Aleksandra Kakowskiego i prezydenta Warszawy Zygmunta Słomińskiego. Kierownikiem robót budowlanych był inż. Teofil Wasilewski z Warszawy. Gmach oddano do użytku 10 czerwca 1937. Aktu poświęcenia dokonał nuncjusz apostolski abp Filippo Cortesi.
W czasie okupacji hitlerowskiej w zakładzie, z narażeniem życia, zakonnice ukrywały 10 żydowskich dzieci. Niektóre z nich skierował tutaj Wydział Opieki Społecznej Zarządu Miejskiego w Warszawie, przy zaangażowaniu Jana Dobraczyńskiego, członka konspiracyjnej Rady Pomocy Żydom (Żegoty), który w tym celu przyjeżdżał do Chotomowa. Wskutek działań wojennych w 1944 budynek był częściowo zniszczony. Jego odbudowa przeprowadzona została pod kierunkiem twórcy budynku prof. Edgara Norwertha.
W październiku 2016 siostry służebniczki obchodziły 90-lecie działalności na rzecz sierot w Chotomowie. Przyjmuje się, że w całym tym okresie opiekę w zakładzie otrzymało około tysiąc dzieci.

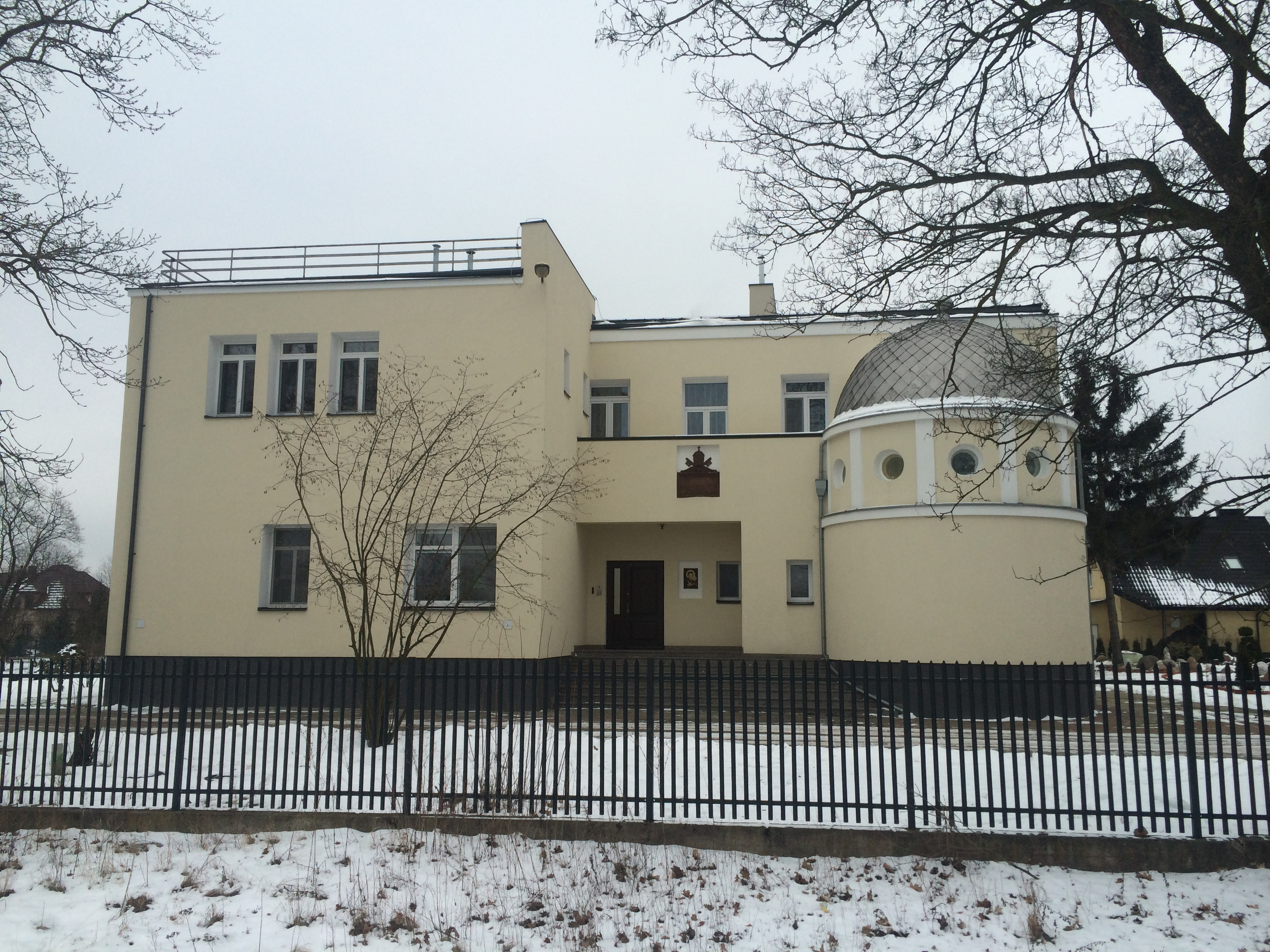
Front budynku Domu Dziecka im. Ojca Świętego Piusa XI w Chotomowie (2017)

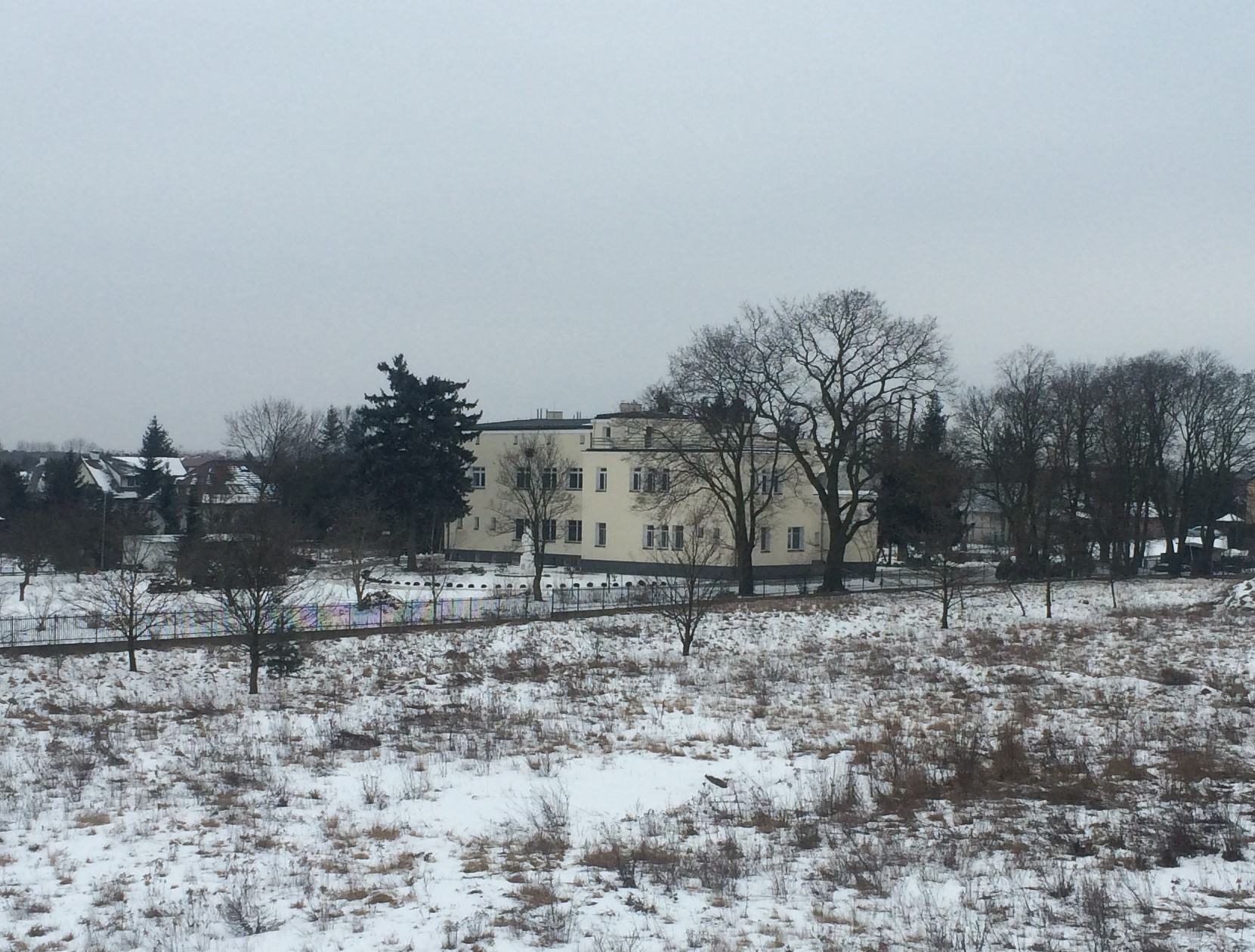
Widok ogólny Domu Dziecka im. Ojca Świętego Piusa XI w Chotomowie (2017)

## Architektura
Obiekt wzniesiono w stylu architektury modernistycznej (funkcjonalistycznej), zwanym potocznie „okrętowym”. Porównywany jest z innym dziełem Edgara Norwertha: wybudowanym w 1939 Hotelem Oficerskim w Zegrzu. Posiada 28 pomieszczeń, w tym sypialnie dla ok. 40 osób (pokoje 2-3 osobowe), jadalnię, salę rekreacyjną, hol i kaplicę. Na dachu znajduje się taras.